# کالیامپودی رئا
کالیامپودی رادهاکریشنا رئا (انگلیسی: Calyampudi Radhakrishna Rao؛ ‏زادهٔ ۱۰ سپتامبر ۱۹۲۰ – درگذشتهٔ ۲۲ اوت ۲۰۲۳) یک دانشمند هندی در زمینه ریاضیات و آمار بود. وی تأثیرات بسزایی در روند پیشرفت و گسترش علم آمار و اقتصادسنجی داشته است. به عنوان مثال آزمون نمره را در با نام «آزمون نمره کالیامپودی رئا» هم می‌شناسند.
وی برنده جوایزی همچون نشان ملی علوم شده است.